# Taksim SK
Taksim SK ist ein türkischer Fußballverein aus Istanbul. Der Verein spielt aktuell in der regionalen Amateurliga, war zu früheren Zeiten jedoch in der zweithöchsten türkischen Spielklasse vertreten. Der Verein wurde 1940 zumeist von Mitgliedern der armenischen Gemeinde in Istanbul durch den Zusammenschluss von Ateş-Güneş, Nor Şişli und Kalespor gegründet. Im Verein spielten zahlreiche Spieler armenischer, jüdischer und griechischer Abstammung, aber auch Türken.

## Geschichte
Die Entstehung von Taksim SK begann damit, dass sich einige Spieler von Galatasaray Istanbul nach Streitigkeiten mit dem Vereinsvorsitzenden vom Verein trennten und ihre eigenen Vereine Güneş SK und Nor Şişli gründeten. Diese beiden Vereine blieben jedoch nicht lange bestehen und so schlossen sich die übrigen Spieler beider Vereine zusammen und gründeten im Jahr 1940 Taksim SK.
Die Mannschaft bestand hauptsächlich aus armenischen Spielern mit wenigen Ausnahmen, die der türkischen Ethnizität angehörten.
Taksim SK war ab Mitte der 50er bis zum Ende der 60er Jahre recht erfolgreich. So wurde der Verein in der Saison 1956/57 Meister der Amateurliga und in den Spielzeiten 1963/64, 1964/65 und 1966/67 Meister der İstanbul Profesyonel Mahallî Lig. Nach der gewonnenen Meisterschaft 1966/67 stieg Taksim SK in die zweite türkische Liga auf. In der zweiten Liga konnte sich der Verein nur eine Saison lang halten und stieg mit 5 Siegen, 10 Unentschieden und 23 Niederlagen in 38 Spielen wieder in die Amateurliga ab, in der er immer noch vertreten ist.

## Erfolge
- Meister der Amateurliga: 1956/57
- Meister der İstanbul Profesyonel Mahallî Lig: 1963/64, 1964/65, 1966/67

## Ligazugehörigkeit
- Zweite Liga: 1967–68
- Dritte Liga: 1968–74
- Amateurliga: 1956–67, 1974–

## Bekannte ehemalige Spieler
- Onur Belge
- Lefter Küçükandonyadis
- Yervant Balcı
- Hrant Dink
- Garo Hamamcıyan
- Garbis İstanbulluoğlu
- Mehmet Özgül
- Corc Papazyan
- Metin Türel
- Hayri Ülgen
- Miran Satilmis Sasounian
- Varujan Arslanyan
- Aleksan Dadyan
- Agop Yakar
- Minas Asa
- Necdet Cici